# Rubus marssonianus
Rubus marssonianus es una especie de planta del género Rubus, perteneciente a la familia Rosaceae.

## Taxonomía
Rubus marssonianus fue descrita por H. E. Weber en 1984.

## Distribución
Se encuentra en el territorio de Alemania y Polonia.